# Temari
Temari (テマリ) is een personage van de manga- en animeserie Naruto. Zij is een studente uit het Verborgen Zanddorp (Sunagakure).

## Algemeen
Temari is de oudere zus van Gaara, de Vijfde Kazekage van het Verborgen Zanddorp, en Kankuro, een poppenmeester. Dit is een zanderig land in een uithoek van de ninjawereld. Gaara is zoon van de Kazekage, de kage van het Verborgen Zand. De titel 'Kage' geeft aan dat iemand de sterkste ninja van zijn land of dorp is. Temari is de Kazekage's oudste kind, met haar jongere broer Kankuro en jongste broer Gaara. Gaara wordt altijd beschermd door schilden van zand en heeft een nare jeugd gehad, doordat het monster Shukaku in hem zit. Daarom meden mensen hem en niemand hield echt van hem. Zo ook Temari niet; zij en haar broer Kankuro zijn eerder bang voor hun gevaarlijke jongere broer. Gaara doodt iedereen die in zijn weg staat en het kan hem overduidelijk niets schelen als diegene familie van hem is. Nadat Gaara met Naruto heeft gevochten, verandert hij en wordt hij ook aardiger tegen Temari en Kankuro.

## Technieken
Temari heeft altijd een enorme waaier bij zich, waarmee ze zand en stof kan laten opwaaien en enorme windstoten kan veroorzaken. Temari kan zelfs op het ding vliegen. Ze is een zeer getalenteerd kunoichi (vrouwelijke ninja)  en een van de sterkste vrouwelijke personages in Naruto. Toch blijft ze altijd op de achtergrond door haar broer Gaara. Haar sterkste techniek is de Oproepingsjutsu (Summoning Jutsu of Kuchiyose no Jutsu), waarin een fret met een waaier wordt opgeroepen die hele bossen kan vernietigen.

## Resultaten op het Chuunin Examen
Sommige genin (laaggeplaatste ninja's) worden door hun sensei (mentor) geselecteerd voor het Chuunin Examen. Als ze hier voor slagen, bereiken deze genin de rang van Chuunin. De mentor van Temari, Kankuro en Gaara stuurt hen erheen als team, maar eigenlijk is het een complot. De drie gaan er helemaal niet heen om Chuunin te worden, ze zitten in een complot om de Hokage van Konoha te vermoorden. Aan het einde van dit examen vinden gevechten plaats om de vaardigheden van de genin te testen. Omdat er te veel genin door de eerdere ronden waren gekomen, werden er nog snel gevechten gehouden waarvan alleen de winnaars door konden naar de 'echte' gevechten. Temari kwam tegenover Tenten te staan, een meisje uit het team van Maito Gai. Tenten weerde zich dapper met haar geheime rol-jutsu's, maar Temari was overduidelijk veel sterker. Ze komt in de main battles en heeft daar Nara Shikamaru als tegenstander. Hij verslaat haar met gemak door zijn hoge IQ maar geeft op en laat Temari winnen omdat hij al wist dat hij niet kon winnen. Hij had al meer dan 200 strategieën bedacht, maar wist dat hij haar daarmee niet kon verslaan. Temari slaagt uiteindelijk niet als Chuunin.

## Naruto Shippuuden
In de nieuwe serie van Naruto, Naruto Shippuuden, is Temari geslaagd als Jounin. Verder heeft ze er geen nieuwe technieken bij maar wel nieuwe kleding. Die is een zwarte kimono met een rode band.